# Comic Birz
Monthly Comic Birz (月刊コミックバーズ Gekkan Komikku Bāzu?) es una revista de manga seinen publicada mensualmente por Gentōsha.

## Mangas publicados enBirz
- 888
- Akaten Hero!
- Arm of Kannon
- Beast of East
- Blood Sucker
- Bushidō
- Butterfly
- Category: Freaks
- Chalk
- Chi to Hone
- Chibisan Date
- Doro Neko 9
- Drug-On
- Garakua Street
- Genei Hakurankai
- Giga Tokyo Toy Box
- Hakase no Sekai
- Hetalia: Axis Powers
- Hinata no Ookami - Shinsengumi Kidan
- Hitsuji no Uta
- Kachikujin Yapō
- Karasuma Kyouko no Jikenbo
- Kimi no Unaji ni Kanpai!
- Kirikiritei no Buraun Sensei
- Kochūdou Nidaime Shujin Monogatari Tenjou no Me
- Kyosūrei
- Marie no Kanaderu Ongaku
- Meikyuu Hyakunen no Suima
- Mikoto to Miko to
- Mimitsuki
- Monochrome Cube
- Necromanesque
- Opera no Kaijin
- Otome Yōkai Zakuro
- Pied Piper
- Quo Vadis
- Rappa - Rannami
- Rasu Bosu
- Red Garden
- Ringlet
- Rozen Maiden
- Sengoku Zombie
- Senome
- Shakkin Kanojo
- Shikao Ao ni Yoshi
- Shin Shibito no Ken
- Souldrop no Yuutai Kenkyuu
- Subete ga F ni Naru
- Tokyo Akazukin
- Tōkei Ibun
- Tumetai Misshitsu to Hakasetachi
- Under the Rose - Haru no Sanka
- Wizards Nation